# Grądy (Pomerania Occidental)
Grądy [pronunciación en polaco: /ˈɡrɔndɨ/] (en alemán: Grandshagen) es un pueblo en el distrito administrativo de Gmina Gryfice, dentro del Condado de Gryfice, Voivodato de Pomerania Occidental, en el norte de Polonia occidental. Se encuentra aproximadamente a 8 kilómetros al noroeste de Gryfice y a 70 kilómetros al noreste de la capital regional Szczecin.
Antes de 1637, el área fue parte del Ducado de Pomerania. Para la historia de la región, vea Historia de Pomerania.
El pueblo tiene una población de 62 habitantes.